# Clairton
Clairton és una població dels Estats Units a l'estat de Pennsilvània. Segons el cens del 2000 tenia 8.491 habitants.

## Demografia
Segons el cens del 2000, Clairton tenia 8.491 habitants, 3.710 habitatges, i 2.203 famílies. La densitat de població era de 1.187,8 habitants per quilòmetre quadrat.
Dels 3.710 habitatges en un 23,6% hi vivien nens de menys de 18 anys, en un 34,3% hi vivien parelles casades, en un 19,8% dones solteres, i en un 40,6% no eren unitats familiars. En el 36,4% dels habitatges hi vivien persones soles el 18,5% de les quals corresponia a persones de 65 anys o més que vivien soles. El nombre mitjà de persones vivint en cada habitatge era de 2,25 i el nombre mitjà de persones que vivien en cada família era de 2,92.
Per edats la població es repartia de la següent manera: un 22,1% tenia menys de 18 anys, un 7,2% entre 18 i 24, un 25% entre 25 i 44, un 21,6% de 45 a 60 i un 24% 65 anys o més.
L'edat mediana era de 42 anys. Per cada 100 dones de 18 o més anys hi havia 78,3 homes.
La renda mediana per habitatge era de 25.596 $ i la renda mediana per família de 31.539 $. Els homes tenien una renda mediana de 29.399 $ mentre que les dones 21.743 $. La renda per capita de la població era de 14.608 $. Entorn del 15,4% de les famílies i el 19,5% de la població estaven per davall del llindar de pobresa.

## Poblacions més properes
El següent diagrama mostra les poblacions més properes.